# Eugoa similis
Eugoa similis là một loài bướm đêm thuộc phân họ Arctiinae, họ Erebidae.